# Dialetto bonifacino
Il bonifacino (in ligure bonifassin) è una variante còrsa del ligure della Riviera di Ponente.

## Diffusione del bonifacino
Il bonifacino fino a metà Ottocento era parlato praticamente da tutta la popolazione di Bonifacio, mentre oggi è parlato da una ristrettissima minoranza compresa tra 600 e 800 persone sui circa 2 700 abitanti del paese. Non ha alcun riconoscimento ufficiale, ma l'associazione bonifacina Di ghi di scé (Digli di sì) cerca di mantenerne l'uso vivo all'interno del paese. Gli altri abitanti del paese parlano il còrso nella sua variante meridionale e il francese.

## Storia del ligure a Bonifacio
A partire dal 1195 e, specialmente, dopo la battaglia della Meloria, del 1284, in cui sconfisse la rivale Pisa, la Repubblica di Genova insediò a Bonifacio coloni della Riviera di Ponente, soprattutto della zona di Savona, Varazze e Albenga. Nonostante diverse occupazioni o tentativi di occupazione, il dialetto venne conservato. Dopo il passaggio della Corsica alla Francia nel 1768, per quasi un secolo, fino al 1860, le lingue più parlate nella cittadina furono il dialetto ligure bonifacino e l'italiano; dopo il 1860 cominciò un lento decadimento della lingua, con l'uso sempre maggiore del còrso e, soprattutto negli ultimi cinquant'anni, del francese. Il bonifacino ha mantenuto degli arcaismi ed è inoltre stato influenzato molto dal còrso e, negli ultimi anni, anche dal francese (ad esempio greva che vuol dire sciopero che deriva dal francese grève).

## Esempi

Parlate liguri in Francia e a Monaco
+ Figun (Alpes-Maritimes)
+ Figun (Var)
Roiasco
Tendasco (Roiasco)
Brigasco (Roiasco)
Monegasco
Ligure coloniale (Bonifacio)

| Italiano | Ligure bonifacino | Còrso    | Genovese |
| -------- | ----------------- | -------- | -------- |
| amico    | amigu             | amicu    | amîgo    |
| fuoco    | fiougu            | focu     | fêugo    |
| capelli  | cavelli           | capelli  | cavélli  |
| gola     | gura              | gola     | gôa      |
| candela  | candera           | candella | candéia  |
| moneta   | munèa             | muneta   | monæa    |
| seta     | sèia              | seta     | séia     |
| avuto    | avüu              | avutu    | avûo     |
| stato    | stau              | statu    | stæto    |
| andato   | andau             | andatu   | anæto    |
| amato    | amau              | amatu    | amòu     |
| fatto    | fau               | fatu     | fæto     |
| piano    | cian              | piannu   | ciàn     |
| piuma    | ciüma             | piuma    | ciùmma   |
| più      | ciü               | piu      | ciù      |
| piantare | ciantâ            | piantà   | ciantâ   |
| piombo   | ciungiu           | piombu   | ciungiu  |
| fiamma   | sciama            | fiamma   | sciàmma  |

     + Figun (Alpes-Maritimes)
     + Figun (Var)
     Roiasco
     Tendasco (Roiasco)
     Brigasco (Roiasco)
     Monegasco
     Ligure coloniale (Bonifacio)